# Clifford, a nagy piros kutya (film)
A Clifford, a nagy piros kutya (eredeti cím: Clifford the Big Red Dog ) 2021-ben bemutatott amerikai–kanadai fantasy filmvígjáték, amelyet Walt Becker rendezett, az azonos című sorozat alapján. A főbb szerepekben Jack Whitehall, Darby Camp, Tony Hale, Sienna Guillory, David Alan Grier látható. 
Amerikában 2021. november 10-én és Magyarországon 2021. december 23-án mutatták be a mozikban.

## Cselekmény
Emily Elizabeth Howard 12 éves középiskolás diák, édesanyjával, Maggie-vel él New Yorkban. A lányt rendszeresen piszkálják, vigaszt egyetlen barátjában, Owen Y.-ban talál. Maggie-nek el kell utaznia Chicagóba egy üzleti útra, így lányát hajléktalan és felelőtlen nagybátyjára, Caseyre kell bíznia.
Mr. Bridwell állatmentő sátrat üzemeltet a karneválon. Bemutatja Emilyt egy piros kiskutyának, akinek a családját ellopták a kutyafogók. Elmondja neki, a kiskutya attól függően növekszik, amennyi szeretetet kap. Casey nem hajlandó megfürdetni a kutyát, mert a társasházban tilos állatokat tartani. Amikor Emily hazatér az iskolából, megtalálja a kiskutyát a hátizsákjában, és Cliffordnak nevezi el. Casey megengedi neki, hogy egy éjszakára magánál tartsa Cliffordot.
Másnap reggelre Clifford óriásira megnő. Emily és Casey megpróbálják elrejteni őt az épület házfelügyelője, Mr. Packard elől. Megpróbálják elvinni Cliffordot az állatorvoshoz, de ő egy felfújható buborékban lévő emberrel kergetőzik és játszik vele. Létezésének híre gyorsan terjed az interneten. Miután az állatorvos titkárnőjétől megtudják Bridwell korábbi csodatetteit az állatokkal és gazdáikkal, Howardék azt tervezik, hogy információt szereznek a hollétéről. Amikor Emily megszerzi Clifford ebédjét a büféből, Clifford megszökik Casey teherautójából, és megaláz egy Florence nevű zsarnokot, így Emily barátokat szerez, akikre mindig is vágyott.
Zac Tiran, a Lyfegro biotechnológiai cég tulajdonosa a közösségi médián keresztül értesül Cliffordról. A rendőrségnek hazudva azt állítja, Clifford az ő kutyája, és arra készteti őket, hogy kutassák fel az állatot. Miután kilakoltatják őket a lakásukból, majd a rendőrség és a Lyfegro biztonsági emberei üldözik őket, Emily és Casey Owen luxuslakásában keresnek menedéket. Casey elmondja Emilynek, elhagyhatja Cliffordot, ha megtalálják Bridwellt, majd megfogadják a tanácsát. Ha nem tud segíteni, Cliffordot Sanghajba kell juttatni. A kórházba igyekeznek, de Bridwell üres ágyát és egy beteget találnak ott, aki közli velük, Bridwell meghalt. Clifford ezután Owen apja által biztosított hajón távozik, miközben Emily könnyes búcsút vesz tőle.
Másnap Cliffordot elfogják egy hajón, és átküldik a Lyfegróba. Emily megtudja, Bridwell mégsem halt meg, ezért Caseyvel együtt megpróbálják megmenteni Cliffordot a Lyfegróban végrehajtott művelettől, és segítenek a barátjuknak. Betörnek a Lyfegróba, kiszabadítják Cliffordot, és Casey furgonjával elmenekülnek.
Nagy tömeg gyűlik össze a New York-i Central Parkban, amikor Emily kétségbeesetten kéri Bridwell segítségét; az öregember elmondja neki, ki kell állnia magáért és Cliffordért, hiszen a különbözőség egy ajándék. Emily mindenkinek elmagyarázza a szeretet fontosságát, a különbségek ellenére. Zach a rendőrséggel kiderítteti, ki Clifford gazdája a beültetett azonosító chipjének ellenőrzésével. A Chip azonosítja Emilyt, mint Clifford gazdáját, és a rendőrség letartóztatja Zacet. Emily, Casey és Maggie visszaköltöznek a lakásukba; Casey munkát kap a Scholasticnál, ami Cliffordot híressé teszi.

## Szereplők
| Szereplő               | Színész              | Magyar hang | Leírás                                                                            |
| ---------------------- | -------------------- | ----------- | --------------------------------------------------------------------------------- |
| Emily Elizabeth Howard | Darby Camp           |             | 12 éves kislány, akinek meg kell mentenie Cliffordot Lyfegrótól.                  |
| Casey Porter           | Jack Whitehall       |             | Emily ügyetlen, de jóindulatú nagybátyja és Maggie öccse.                         |
| Zac Tieran             | Tony Hale            |             | A Lyfegro, egy genetikai cég tulajdonosa, aki Cliffordot akarja.                  |
| Maggie Howard          | Sienna Guillory      |             | Emily angol anyja és Casey nővére, aki üzleti úton van Chicagóban.                |
| Mr. Packard            | David Alan Grier     |             | annak a társasháznak a házfelügyelője, amelyben Emily és Maggie lakik.            |
| Mr. Yu                 | Russell Wong         |             | Owen apja.                                                                        |
| Mr. Bridwell           | John Cleese          |             | Varázslatos állatmentő, aki Cliffordot Emilynek adja.                             |
| Owen Yu                | Izaac Wang           |             | Egy fiú egy másik lakásból és Emily legjobb barátja és osztálytársa.              |
| Clifford állatorvosa   | Kenan Thompson       |             | Clifford állatorvosa.                                                             |
| Mrs. Crullerman        | Tovah Feldshuh       |             | Emily idős orosz szomszédja.                                                      |
| Alonzo                 | Paul Rodriguez       |             | A bodega tulajdonosa és Raul főnöke                                               |
| Malik                  | Russell Peters       |             |                                                                                   |
| Mr. Jarvis             | Keith Ewell          |             | Férfi, akit Clifford megment a zuhanástól.                                        |
| Florence               | Mia Ronn             |             | Népszerű lány Emily iskolájában, aki terrorizálja őt.                             |
| Raul                   | Horatio Sanz         |             | Bodega alkalmazottja, aki munka közben levágta a karját, és most protézist visel. |
| Lucille                | Rosie Perez          |             | Kórházi recepciós.                                                                |
| Albert                 | Alex Moffat          |             | Tieran hűséges alkalmazottja.                                                     |
| Colette                | Jessica Keenan Wynn  |             | Tieran cselszövő ügyvédje.                                                        |
| Watkins                | Siobhan Fallon Hogan |             | Rendőrfőnök                                                                       |
| Petra                  | Ty Jones             |             |                                                                                   |
| Mrs. Jarvis            | Bear Allen-Blaine    |             | Emily hűséges ügyvédje, aki segít neki megmenteni Cliffordot Lyfegrótól.          |

## A film készítése
2012 májusában jelentették be, hogy a Universal Pictures és az Illumination Entertainment élőszereplős/animációs filmet készít a könyv alapján. Matt Lopezt szerződtették a forgatókönyv megírására, míg Chris Meledandri és Deborah Forte (a televíziós sorozat alkotója és vezető producere) a produceri feladatokat látta el, de 2013 júliusában arról számoltak be, hogy az Illumination törölte a projektet. 2013. szeptember 13-án arról számoltak be, hogy a film még mindig fejlesztés alatt áll a Universal Pictures-nél, és David Bowers tárgyalásokat folytat a rendezésről. A 2011-es Hopp című filmhez hasonlóan a címadó kutyafigura animált, míg a többi szereplő élőszereplő lesz.
2017. szeptember 25-én jelentették be, hogy Walt Beckert szerződtették a rendezésre az Ellen Rapoport által átírt forgatókönyv, illetve a Justin Malen által írt eredeti forgatókönyv alapján.

## Lehetséges folytatás
2021 novemberében arról számoltak be, hogy a Paramount Pictures folytatást készít a filmhez.